# Sigurnosni ventil
Sigurnosni ventil osigurava da ne dođe do prekoračenja tlaka u dovodnom vodu (npr. u hidrauličkom pogonu). Ako tlak u dovodnom vodu poraste iznad namještene vrijednosti, dovod se spaja s odzračnim odvodom sve dok tlak ne padne ispod namještene vrijednosti. Sigurnosni ventil spada u grupu tlačnih ventila, a u podgrupu ventila za ograničavanje tlaka.

## Ventil za ograničavanje tlaka
Ventil za ograničavanje tlaka osigurava da tlak u sustavu ne prijeđe maksimalno dopuštenu vrijednost. Koriste se kao sigurnosni ventili (za zaštitu od prekomjernog tlaka), kao kočni ventili (za zaštitu od tlačnih udara koji nastaju npr. prilikom zatvaranja razvodnika) ili kao ventili za protudržanje. Potrebni su i prisutni u svim hidrauličkim sustavima, tipično se postavljaju na izlazu hidrauličke pumpe, za zaštitu pumpe i sustava od prekomjernog tlaka.
Ventil za ograničavanje tlaka u normalnom je položaju zatvoren. Na ventilu se skraćivanjem ili produžavanjem opruge namjesti željeni maksimalni tlak pri kojem će pritisak na pladanj ventila svladati silu u opruzi, gurnuti pladanj i na taj način otvoriti ventil. Tlak otvaranja veći je od tlaka zatvaranja ventila za 10 - 15% (histereza). U ventile za ograničenje tlaka često se ugrađuju prigušni klipovi ili prigušnice za smanjenje brzine zatvaranja (brzo otvaranje i usporeno zatvaranje). Time se sprječavaju štete od tlačnog udara kakvi se javljaju npr. ako se zatvaranjem ventila trenutačno obustavi protok prema nekom potrošaču.
Ventil za ograničavanje tlaka izvodi se kao direktni do nazivnog tlaka NP 10, dok se za veće tlakove (zbog povećanih sila) koriste indirektno upravljani ventili.

## Pravilnik o tlačnoj opremi
Pravilnik o tlačnoj opremi jasno određuje zahtjeve za ograničavanje tlaka i kaže da povećanje tlaka ne smije prekoračiti maksimalni dozvoljeni tlak PS za više od 10%. U slučaju kad je tlačna oprema konstruirana za određene radne parametre i kad su radni tlak i temperatura nepromjenljivi vrijednosti proračunskog tlaka i tlaka PS bit će iste.
Za slučaj kad se sigurnosni uređaj sastoji samo od jednog ventila sigurnosti, ventil će početi otvarati na tlaku PS, što znači da će i tlak podešavanja ventila biti PS. Ako tlak nastavi rasti ventil će otvarati sve više dok ne postigne maksimalnu otvorenost. Kad ventil postigne
maksimalnu otvorenost i uz pretpostavku da je ispravno odabran, kroz njega će prolaziti količina medija (fluid) upravo tolika da tlak u posudi ne prekorači vrijednost maksimalno dopuštenog tlaka 1,1 x PS, (PS predstavlja maksimalno dopušten tlak kod proračunske temperature).
Ovisno o svojoj konstrukciji, za vrijeme otvaranja ventil može reagirati tako da trenutačno postigne punu otvorenost ili se može postepeno otvarati kako tlak raste (proporcionalna karakteristika). Karakteristika ventila nema utjecaja na sigurnost. Kada tlak počne padati, ventil ne će zatvoriti u trenutku kad je dostignut tlak PS. Tlak mora pasti ispod te vrijednosti da bi ventil zatvorio i osigurao da nema istjecanja fluida. Taj dodatni pad tlaka naziva se diferencijalni tlak zatvaranja (engl. Blow-down). Iznos diferencijalnog tlaka ovisi o konstrukciji ventila, padu tlaka između posude i ulaznog dijela ventila. U normalnim uvjetima ventil mora ponovno zatvoriti na tlaku koji je nešto iznad nominalnog radnog tlaka. Taj tlak je u tom slučaju gornja vrijednost oscilacija koje se javljaju iznad nominalnog.

### Vrste sigurnosnih ventila
Vrste sigurnosnih ventila ili ventila sigurnosti su:
- Ventil sigurnosti s neposrednim opterećenjem je ventil u kojem se sili koja zbog tlaka fluida djeluje direktno na pladanj ventila suprotstavlja mehanička sila koja nastaje od utega ili poluge s utegom ili opruge;
- Ventil sigurnosti s pomoćnim mehanizmom je ventil koji se putem pomoćnog mehanizma može otvoriti na nižem tlaku od tlaka početka otvaranja, a u slučaju otkazivanja pomoćnog mehanizma i nadalje zadovoljava zahtjevima za ventil sigurnosti;
- Ventil sigurnosti s dodatnim opterećenjem je ventil kojem je pladanj dodatno opterećen kako bi se osigurala nepropusnost do trenutka kad tlak poprimi vrijednost tlaka otvaranja;
- Ventil sigurnosti s pilot ventilom je ventil čiji je rad upravljan fluidom iz upravljačkog (pilot) uređaja, a koji je isto ventil sigurnosti s neposrednim opterećenjem i koji isto odgovara zahtjevima norme.